# Chapelle du Rat
Pour les articles homonymes, voir Chapelle du Bois-du-Rat.
La chapelle du Rat est une chapelle catholique située à Peyrelevade, en France.

## Localisation

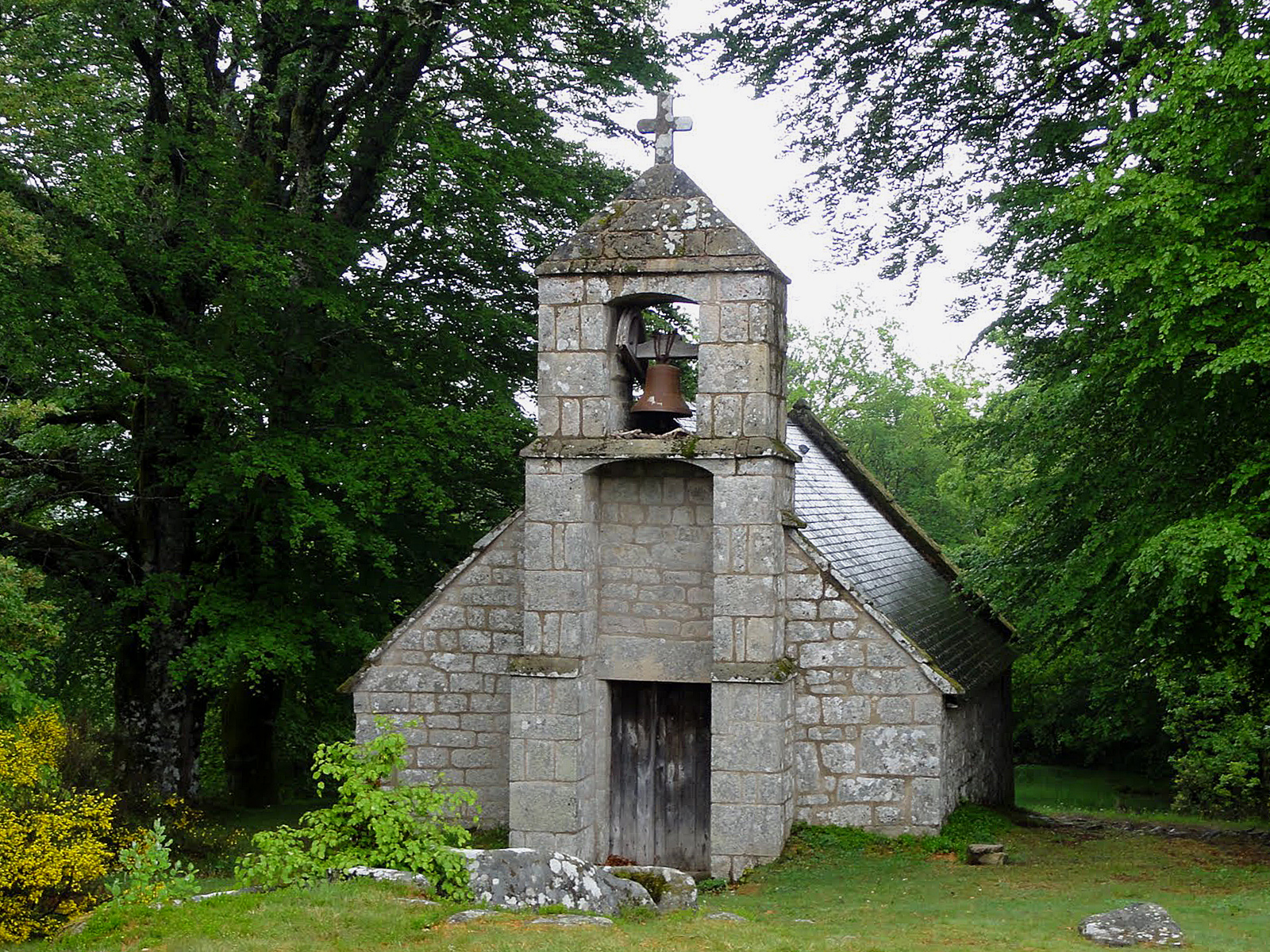
Façade de la chapelle.

La chapelle est située dans le département français de la Corrèze, sur la commune de Peyrelevade, sur une hauteur à proximité de la limite du département de la Creuse (commune de Gentioux-Pigerolles).

## Historique
L'édifice est inscrit au titre des monuments historiques en 1927.

## Au cinéma
Une partie du film Mademoiselle, de Tony Richardson, avec Jeanne Moreau, y a été tournée.